# Бернхард II (герцог Брауншвейг-Люнебурга)
Бернхард II Брауншвейг-Люнебургский (1432 или около 1431 — 9 февраля 1464 или 9 февраля 1464, Целле, Люнебург) — 41-й епископ Хильдесхайма в 1452—1457 годах (под именем Бернхард III) и герцог Брауншвейг-Люнебурга в 1457—1464 годах (под именем Бернхард II).

## Жизнь
Старший сын герцога Фридриха II Брауншвейг-Люнебургского и его супруги Магдалены Бранденбургской. В 1452 году епископом Хильдесхайма избрал Бернхарда своим коадъютором, который сам после его смерти должен был стать епископом. Однако стремление епископа к тому, что его выбор преемника из Вельфов епископство укрепит свои позиции по отношению с вельфским княжеством Брауншвейг-Вольфенбюттель, оказалось недостижимым, поскольку Бернхард чувствовал себя обязанным в первую очередь действовать с интересах своей семьи. По просьбе своего отца он покинул пост епископа в 1457 году, чтобы править княжеством Люнебург вместе со своим братом Оттоном V, что они и делал до своей смерти 9 февраля 1464 года. За год до этого, в 1463 году он женился на Матильде Гольштейн-Шауэнбургской, дочери Оттона II, графа Шауэнбург-Пиннеберга; брак был бездетным. Матильда стала второй женой Вильгельма Победоносного, герцога Брауншвейг-Люнебурга.